# Alejandra Moreno Toscano
Alejandra Moreno Toscano (Ciudad de México, 10 de abril de 1940) es una historiadora e investigadora mexicana, reconocida por sus aportes a la recuperación y preservación del patrimonio histórico y cultural de México.

## Trayectoria académica
Es egresada de la Facultad de Filosofía y Letras de la Universidad Nacional Autónoma de México. Obtuvo el doctorado en Historia de El Colegio de México y realizó estudios de tercer ciclo en la Escuela Práctica de Altos Estudios de París. Ha sido profesora investigadora en el Colegio de México, la Facultad de Ciencias Políticas y Sociales de la Universidad Nacional Autónoma de México, el Instituto de Investigaciones Históricas José María Luis Mora, el Seminario de Historia Urbana del Instituto Nacional de Antropología e Historia (INAH) y en el Departamento de Historia de la Universidad Iberoamericana.

## Trayectoria en el servicio público
Su experiencia en recuperación de sitios históricos y centros urbanos inició con la reorganización del Archivo General de la Nación y la readaptación de inmueble histórico de Lecumberri, institución de la que fue la primera directora. En octubre de 2018 se develó una placa con su nombre en la Librería del Archivo General de la Nación en reconocimiento al trabajo realizado entre 1977 y 1982.
Entre 1986 y 1988 colaboró en el Programa de Reconstrucción de Vivienda dañada por los sismos de 1985 y en la negociación del Convenio de Concertación Democrática para la Reconstrucción.
Tuvo a su cargo la Secretaría de Desarrollo Social del Departamento del Distrito Federal, desde donde coordinó el primer esfuerzo de recuperación de inmuebles emblemáticos del Centro Histórico y de vivienda dañada por los sismos de 1985, a través del programa de Renovación Habitacional Popular. Asimismo, colaboró con el diseño conceptual del Parque Ecológico de Xochimilco.
En 1994, apoyó a la Comisión de Paz y Reconciliación en Chiapas que encabezó Manuel Camacho Solís,con quien trabajó a manera de asesora mientras estaba en la Secretaría de Desarrollo Social. 
En 1997, fungió como consultora de la UNESCO, colaborando en la preparación del programa de Sostenibilidad Social del Histórico Centro de Quito.
En 2007 y 2015 coordinó la oficina de la Autoridad del Centro Histórico,desde donde coordinó la publicación de varias publicaciones, enfocadas tanto en el Centro Histórico, como en colocar a la Ciudad de México como uno de los puntos nodales del conocimiento en el mundo. Entre esas publicaciones se encuentran Mexico City: a Knowledge Economy, Mi ciudad hoy, Nuevos significados: La revitalización del Centro Histórico de la Ciudad de México 2006-2012 y el Reporte de la Autoridad del Centro Histórico 2007-2014. 
Todas estas publicaciones se realizaron a través de la editorial Scientika, una asociación civil centrada en el fomento al talento para impulsar un cambio eficaz a través de la innovación y la creatividad. Scientika fue fundada en 2008 por Javier Jileta, con quien conceptualizó todas estas publicaciones para que fueran más que un testimonio del trabajo realizado por la Doctora Moreno, sino una referencia de las estrategias y visiones aplicadas a casos prácticos para transformar una forma de ver el mundo. 
Además, la Doctora Moreno fue diputada electa a la Asamblea Constituyente de la Ciudad de México 2016-2017.
De 2022 a 2023 fungió como especialista en recuperación y preservación de la Memoria Histórica del Programa PNUD-AMEXCID 2022-23

## Premios y reconocimientos
- Premio Nacional de Investigación Científica otorgado por la Academia Nacional de Investigación Científica 1986.
- Condecoración de la Orden de las Palmas Académicas en grado de oficial otorgada por el Gobierno de Francia, 1983.[7]

- Reconocimiento 2013 otorgado por el Senado de la República a mujeres destacadas en el Arte, la Cultura y la Academia.
- Reconocimiento 2014 de la Federación Iberoamericana de Urbanistas por su contribución al desarrollo de las ciudades de México, mejoramiento de las condiciones de vida de las personas y su medio ambiente.

- Medalla de oro al mérito al diseño José Guadalupe Posada por su valiosa contribución al diseño mexicano e internacional.

## Libros y publicaciones
Su producción académica abarca libros y ensayos sobre historia, historia urbana, historiografía, problemas políticos, cuestiones urbanísticas y diseño de políticas públicas para el desarrollo económico y social.

#### Libros

##### En coautoría
- Título, editorial, año